# Московское общество невропатологов и психиатров
Общество было учреждено в 1890 при медицинском факультете Московского университета. Создано на основе кружка невропатологов и психиатров, собиравшегося с середины 1850-х гг. у профессора А. Я. Кожевникова. Идея учреждения постоянного общества возникла в 1887 после 1-го съезда русских психиатров; в 1890 был утверждён устав общества. Ведущая роль в организации общества принадлежала сотрудникам университетской клиники нервных болезней на Девичьем поле. Среди учредителей общества были профессора и приват-доценты Московского университета А. Я. Кожевников, С. С. Корсаков, В. К. Рот, Л. О. Даркшевич, Г. И. Россолимо, Л. С. Минор, В. А. Муратов и др. На заседаниях общества обсуждались научные работы его членов, делались доклады, происходили обследования сложных больных. В 1901 общество основало собственный «Журнал невропатологии и психиатрии».
В 1896 в обществе поднят вопрос об учреждении Русского союза психиатров, проект устава которого представил Корсаков. Как видно из проекта, союз имел в виду объединить как академических (преподававших на кафедрах медицинских факультетов университетов), так и земских психиатров России. Устав союза был утверждён лишь в 1908. На 1-м съезде Русского союза невропатологов и психиатров был избран совет, в который вошли В. М. Бехтерев, В. П. Рот, В. П. Сербский, П. П. Кащенко, Н. Н. Баженов, П. Б. Ганнушкин, М. О. Гуревич и др.
В 1926 в устав общества были внесены изменения; в частности, было закреплено, что общество "состоит при 1-м МГУ" и носит имя А. Я. Кожевникова. 15.11.1929 оно было реорганизовано в Общество невропатологов и психиатров Московской области.
Председатели:
- А. Я. Кожевников (1890—1901)
- В. К. Рот (1901—1916)
- Г. И. Россолимо (1917—1927)
- М. Б. Шапиро (1927—1928)
- В. В. Хорошко (1928—1929).